# Ugo IV di Nordgau
Ugo IV di Nordgau (970 – 1048) fu conte di Nordgau e conte di Eguisheim; fu anche conte di Dabo (Dachsbourg all'epoca, Dagsburg in tedesco), grazie al suo matrimonio.

## Biografia
Era il figlio di Ugo II di Nordgau. Secondo Nicolas Viton de Saint-Allais, succedette nel 1027 a suo nipote Eberardo VI, il quale era morto senza figli, nella contea di Nordgau (o forse a suo fratello Eberardo V). Nello stesso anno Ernesto II, duca di Svevia, si ribellò contro il suo patrigno, l'imperatore Corrado II Salico, e le terre e i castelli di Ugo IV in Alsazia vennero devastati e saccheggiati, prima di essere costretto ad arrendersi ed essere imprigionato.
Ugo IV era il primo cugino dell'Imperatore Corrado II Salico, perché la madre di questo sovrano, Adelaide, era la sorella di suo padre Ugo II di Nordgau (Conradus imperator consobrinus erat Hugonis patris Brunonis, seu Leonis IX). Fondò l'abbazia di Hesse vicino a Sarrebourg, i cui privilegi furono confermati da suo figlio, papa (e santo) Leone IX nel 1050. Fondò anche l'abbazia di Woffenheim mentre sua moglie Edvige di Dabo fondò l'abbazia di Notre-Dame d'Oelenberg vicino a Reiningue.
Morì nel 1048, mentre sua moglie era morta due anni prima, nel 1046.

## Matrimonio e figli
Ugo IV sposò Edvige di Dabo, figlia ed erede di Luigi, conte di Dachsbourg. Essi ebbero:
- Gerardo, conte di Eguisheim, ucciso in una battaglia nel 1038; sposò Kuniza (o Pétronice) di Lorena;
- Matilde, che sposò Richwin, conte di Charpeigne; essi ebbero Luigi di Montbéliard;
- Ugo, conte di Dachsbourg, che premorì al padre; sposò Matilde [d'Eename];
- Bruno, canonico e poi vescovo di Toul (1026), divenuto papa con il nome di Leone IX (1049); santo della Chiesa cattolica; sotto il suo pontificato si consumò il Grande Scisma;
- Adelaide, che sposò Adalberto di Calw, conte di Ufgau;
- Gertrude, che sposò Liudolfo, margravio di Frisia;
- Edvige, che sposò Ottone II, duca di Svevia;
- Geppa, badessa di Nuitz o Neuss (Renania Settentrionale-Vestfalia) in Germania, vicino a Düsseldorf.